# Arno-Atoll
Das Arno-Atoll ist ein Atoll der Marshallinseln im Pazifischen Ozean. Es liegt im Südosten des Archipels in der Ratak-Kette, etwa 18 km östlich des Majuro-Atolls mit der Hauptstadt der Marshallinseln, Majuro. Bei gutem Wetter kann man vom Arno-Atoll aus das Majuro-Atoll erkennen.
Das Atoll schließt 103 Inseln ein und besitzt eine Landfläche von 12,95 km². Es besteht aus drei Lagunen, einer großen zentralen in der Mitte und zwei kleinen im Norden und im Osten mit einer Gesamtfläche von 338,7 km² Das Arno-Atoll hat eine ungewöhnliche Form, sodass man meinen könnte, es bestehe aus zwei Atollen. Aus diesem Grund wurde bei einer Expedition der USA im Jahre 1845 das Atoll ursprünglich mit zwei Namen, Daniel’s Island und Pedder Island, bezeichnet.
Laut Volkszählung im Jahr 2021 liegt die Bevölkerung bei 1141 Personen. Das größte Dorf auf Arno ist Ine. Die am dicht bevölkertesten Inseln Arnos sind Ine (Ajeltokrok), Arno (Kobjeltak), Rearlaplap, Langor und Tutu.
Bekannt ist Arno für die Herstellung von Kopra, welches aus dem getrockneten Fleisch der Kokosnuss gewonnen wird. Die Frauen von Arno stellen zudem die traditionellen Kili-Handtaschen her.
Das Arno-Atoll gliedert sich in vier traditionelle Gebiete:
- Jabönwödr (Tutu) (Norden)
- Rearlab-Lab (Baranailïngïn) (Malel) (Osten)
- Ajeltokrök (Ine) (Süden)
- Keb-Jeltok (Arno) (Westen)